# Солнцеворот (альбом «Гражданской обороны»)
«Солнцеворо́т» — студийный альбом группы «Гражданская оборона». Записывался в домашней студии Егора Летова с мая 1995 по октябрь 1996 года вместе с альбомом «Невыносимая лёгкость бытия». Оба альбома похожи по звучанию и стилю. В альбом «Солнцеворот» вошли песни, записанные раньше, «Невыносимую лёгкость бытия» — позже. В 2005 году был переиздан под названием «Лунный переворот».

## История создания
Альбомы «Солнцеворот» и «Невыносимая лёгкость бытия» явились данью красным политическим увлечениям Егора Летова. После событий октября 1993 года Летов запланировал выпуск двойного альбома, в которые входили бы участники «Инструкции по выживанию», «ДК» и «Чёрного Лукича». Однако запись не состоялась. В итоге замысел перерос в запись материала Гражданской обороны. В отличие от предыдущего альбома Летова «Сто лет одиночества» в альбомах создана «стена звука», из множества звучащих в унисон гитар, и голосов. Так как Летов принципиально записывал альбом в домашних условиях, во время записи у него возникли конфликты с соседями, по его словам самые тяжелые за всю его музыкальную деятельность:

Самые тяготы пришлись на альбом «Солнцеворот» — соседи били по батарее и это бралось микрофоном, ситуацию спас Махно, которому удалось временно обаять соседей, на что мы с Кузьмой были категорически неспособны.

Запись осуществлялась на магнитофон «Олимп» и цифровую портостудию, в результате сведением альбома Летов остался недоволен: 

Мы не успели перестроиться к цифровому звуку и оказались в какой-то степени беспомощными… Альбомы очень плохо сведены. Записаны очень хорошо, а сведены плохо. На тот момент у нас не было опыта работы с многоканальной цифровой техникой, которая у нас впервые появилась. В результате половины записанных инструментов просто не слышно, из другой половины каша, что-то таинственно выпирает, чего-то вопиюще не хватает…

В 2005 году многоканальная запись была пересведена с заменой партий, и альбом был переиздан под названием «Лунный переворот».

## Оценки альбомов
Обычно альбомы рассматривают вместе. Альбомы были тепло восприняты критиками, придерживающимися левых взглядов:

И если мы действительно хотим привлечь молодежь в наше, то такие люди, как Летов, должны определять лицо оппозиции — не в смысле заседать в президиумах, а в том, что песни «Пой революция!», «Солнцеворот», «Победа», «Родина», «Новый день» должны звучать на наших митингах вместе с «Вставай, страна огромная!». Они созданы специально для того, чтобы поднять в едином порыве стадион или стотысячный митинг — не случайно на обеих кассетах имеется надпись «Слушать громко!»

Альбомы называли как лучшими за историю группы, так и «промежуточным конденсатом» и «никакими».

## Список композиций
Слова и музыка всех песен — Егор Летов, кроме № 6 (Вадим Кузьмин), № 11 ( Егор Летов / Кузя УО).
| №   | Название                                      | Длительность |
| --- | --------------------------------------------- | ------------ |
| 1.  | «Солнцеворот»                                 | 3:58         |
| 2.  | «Про зёрна, факел и песок»                    | 3:46         |
| 3.  | «Родина»                                      | 4:32         |
| 4.  | «Нечего терять»                               | 3:49         |
| 5.  | «Мёртвые»                                     | 2:43         |
| 6.  | «Далеко бежит дорога (Впереди веселья много)» | 5:27         |
| 7.  | «Новый день»                                  | 3:22         |
| 8.  | «Про дурачка»                                 | 4:51         |
| 9.  | «Поздно»                                      | 2:36         |
| 10. | «Забота у нас такая»                          | 5:20         |
| 11. | «Жить»                                        | 3:23         |
| 12. | «Дембельская»                                 | 4:58         |

| №   | Название           | Длительность |
| --- | ------------------ | ------------ |
| 13. | «Пой, революция»   | 3:18         |
| 14. | «Пасха»            | 0:21         |
| 15. | «Из последних сил» | 2:08         |

## Информация с буклета
Записано в ГрОб-студии в мае-октябре 1995 г. 

Сведено там же Егором, Нюрычем и Махно, январь 1997. 

- Егор Летов: голоса, гитары, ударные, бас, губная гармошка, перкуссия
- Анна Волкова: голоса, электроскрипка, губная гармошка, перкуссия
- Евгений Махно: гитара
- Кузьма Рябинов: электроорган, гитары, бас, губная гармошка, дуремика, вибрафон, перкуссия
- Игорь Жевтун: гитара, бас.
- Александр Чеснаков: гитара в песне «Далеко бежит дорога (Впереди веселья много)» (в переиздании «Лунный переворот»)

Продюсер: Егор Летов 

Техническая часть: Анна Волкова и Рябинов. 

Оформление: Егор, Нюрыч и Махно 

Художник: А. Фефелов. 

Фото: Анна Волкова. 